# Тубу

Приблизительное распределение групп тубу

Тубу (тиббу, теда; в переводе с араб. — «скальный человек») — народ, живущий в Центральной Сахаре (главным образом в Республике Чад, небольшие группы — в Нигере и Ливии). Численность — более 350 тысяч человек. Делятся на две основные группы: теда (на севере) и даза (на юге), говорящих соответственно на языках теда и даза, относящихся к сахарской семье (нило-сахарская макросемья). Исповедуют ислам.

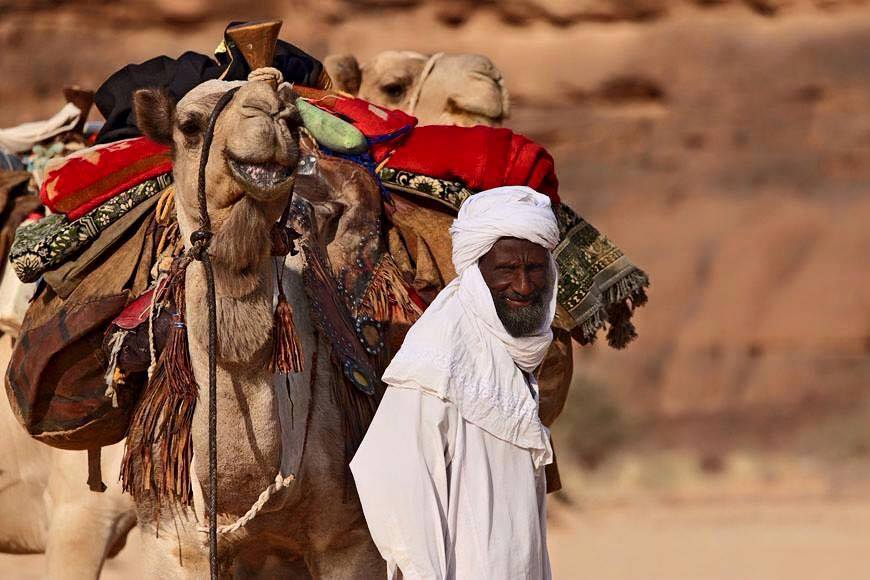

Тубу — полукочевники, сочетающие скотоводство (у теда — верблюды, у даза — крупный рогатый скот) с земледелием (в руслах вади сеют пшеницу, ячмень, просо, табак, хлопок, сажают смокву, используя для полива воды временных потоков). Распространены сбор дикорастущих плодов и охота. Живут в деревянных хижинах (ферринг), крытых листьями пальмы.
Подобно туарегам, у тубу есть каста кузнецов (асса), тоже занимает особое место, как певцы и танцоры.
Многие политические лидеры Чада (например, бывшие президенты Хиссени Хабре и Гукуни Уэддей) происходят из тубу. Представители тубу составили основу армии Хабре — Вооружённых сил Севера. К этой народности принадлежал первый директор спецслужбы DDS Салех Юнус.
Британский генетик Марк Хейбер (Marc Haber) обнаружил, что тубу имеют неандертальские гены. В то время как евразийцы имеют ~ 2 % неандертальских генов, центральноафриканцы имеют ~ 0,5 % неандертальских генов. Хейбер утверждает, что африканцы, которые несут неандертальскую ДНК, показывают на генный поток от евразийцев, так как найденная у африканцев неандертальская ДНК встречается среди тех африканцев, которые имеют Y-хромосомную гаплогруппу R1b. По мнению Хейбера гаплогруппа R1b проникла в Центральную Африку через две миграции — 6000 лет назад и около 3000 лет назад. Открытие евразийской «примеси» среди африканцев подтверждает первоначальное утверждение авторов статьи, исследовавших останки человека из Моты (Эфиопия), о том, что 6-7 % родословной западных и центральноафриканских популяций были «евразийскими».